# Pierre Hébert (professeur)
Pour les articles homonymes, voir Pierre Hébert et Hébert.
Pierre Hébert est un professeur et écrivain québécois né en 1949. 
Il possède un baccalauréat et une maîtrise en littérature de l'Université de Sherbrooke ainsi qu'un doctorat en littérature de l'Université Laval. Il est membre de la Société royale du Canada depuis 2006.
Spécialiste de la littérature québécoise, il est professeur à la Faculté des lettres et communications de l'Université de Sherbrooke depuis 1990. Il a précédemment enseigné à l'Université de Victoria (1980-1982) et à l'Université de Toronto (1982-1990). Il a écrit plusieurs ouvrages sur la censure littéraire. Avec une équipe de professeurs — Richard Giguère, Patricia Godbout, Annette Hayward et Jean Morency —, il travaille à l'édition critique de la correspondance de Louis Dantin.

## Œuvres
- Faut-il encore protéger la fiction? Combats pour la liberté d'écrire et de lire au Québec, Montréal, XYZ, 2023, 196 p.
- Vie(s) d'Eugène Seers / Louis Dantin : Une biochronique littéraire, Québec, Presses de l'Université Laval, 2021, 583 p. (ISBN 978-2-763749952)
- Pierre Hébert, Bernard Andrès et Alex Gagnon (sous la dir. de), Atlas littéraire du Québec, Montréal, Fides, 2020, 500 p.  (ISBN 9782762141245)
- « Préface : Les Enfances de Fanny : le premier "roman noir américain" d'expression française », dans Les enfances de Fanny, Montréal, Fides, 2017, p. 7-41
- La Fédération québécoise des professeures et professeurs d’université (FQPPU), rempart de la cité universitaire depuis vingt ans (1991-2011). Chronique d’une odyssée fédérative depuis 1967, Montréal, FQPPU, 2011, 110 p.
- La Gazette littéraire de Montréal, édition présentée par Nova Doyon, annotée par Jacques Cotnam avec la collaboration de Pierre Hébert, Québec, Presses de l’Université Laval, 979 p.
- La littérature québécoise et les fruits amers de la censure, Montréal, Fides, « Les grandes conférences », 81 p.
- Dictionnaire de la censure au Québec – Littérature et cinéma (avec Yves Lever et Kenneth Landry), Montréal, Fides, 2006, 717 p.
- La Censure de l’imprimé. Belgique, Québec, France et Suisse romande, XIXe  et XXe siècles, sous la dir. de Pascal Durand, Pierre Hébert, Jean-Yves Mollier et François Vallotton, Québec, Éditions Nota bene, 2006, 464 p.
- Censure et littérature au Québec - Le livre crucifié (1625-1919), 1997
- Censure et littérature au Québec – Des vieux couvents au plaisir de vivre, 1920-1959, 2005
- La Nouvelle université guerrière, Québec, Nota bene, 2001, 77 p.
- Jacques Poulin. La création d'un espace amoureux, Ottawa, Presses de l'Université d'Ottawa, 1997, 205 p.
- Lionel Groulx et « L'Appel de la race », (avec la collaboration de Marie-Pier Luneau), Montréal, Fides, 1996, 204 p.
- Le Journal intime au Québec: structure, évolution, réception, (avec la collaboration de Marilyn Baszczynski), Montréal, Fides, 1988, 212 p.
- Le Temps et la forme. Essai de modèle et lecture de trois récits québécois, Sherbrooke, Naaman, 1983, 110 p.

## Honneurs
- 2001 - Prix Alphonse-Desjardins
- 2005 - Prix Gabrielle-Roy de l'Association des littératures canadienne et québécoise, Censure et littérature au Québec – Des vieux couvents au plaisir de vivre, 1920-1959
- 2005 - Prix Alphonse-Desjardins
- 2006 - Prix institutionnel de la recherche et de la création, Université de Sherbrooke
- 2006 - Membre de la Société Royale du Canada

## Sources
- Université de Sherbrooke, Pierre Hébert. Professeur émérite en lettres et sciences humaines, 21-09-2019.
- Presses de l'Université Laval, Pierre Hébert,